# Bieltirskoje
Bieltirskoje (ros. Бельтирское) – wieś (sieło) w Rosji, w Chakasji, w rejonie askiskim. W 2010 liczyła 4853 mieszkańców.